# 파전

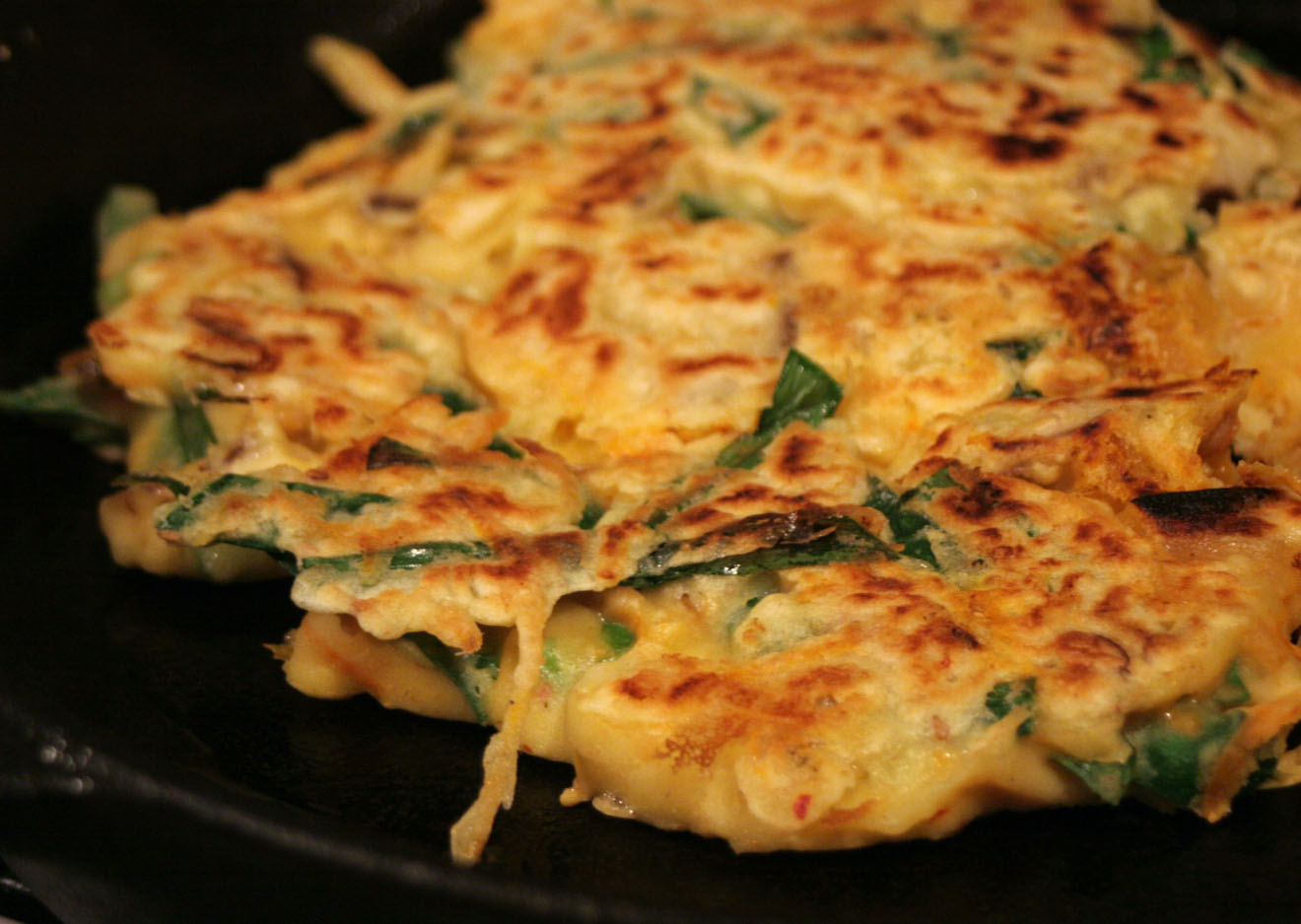
파전

파전(-煎)은 전의 일종으로 거의 대부분이 달걀과 밀가루로 이루어진 팬케이크와 같은 한국의 요리이다. 또, 여러 재료를 넣을 수 있다는 점에서 한국의 피자로 비유하기도 한다. 이를테면 김치라든지, 오징어와 같은 해산물을 다른 채소인 당근, 양파와 함께 곁들일 수 있다. 간혹 쇠고기, 햄을 넣는 경우도 있다.

## 종류

### 해물파전
해물파전은 새우나 오징어와 같은 해물을 물반죽에 넣어 만든 음식이다. 일상적인 파전과 유사하다. 일반적인 조리법은 해물과 물반죽을 섞어서 한 번 지져내는 방법을 사용한다.

### 동래파전
동래는 오늘 날 부산 지역의 이전 이름이었다. 조선 시대에 처음 만들어진 이 요리는 왕을 위한 선물로 분류되어 있었다. 이 시기의 수많은 상인들이 동래 시장에 방문하여 동래 파전의 맛을 즐겼다고 한다. 동래파전은 일반적인 해물파전과 다르게 길쪽한 쪽파를 최대한 많이 사용하고, 밀가루 반죽은 파와 해물이 엉길 수 있는 만큼만 소량으로 쓴다. 구울 때는 쪽파를 자르지 않고 길쭉한 모양 그대로 번철에 1렬로 깔고, 그 위에 밀가루 반죽과 굴, 대합, 바지락, 맛살, 새우, 홍합 등의 해물을 넣어 부친다. 보통 파전은 간장에 찍어 먹지만 동래파전은 초고추장에 찍어 먹기도 한다.

### 김치파전
일반적인 파전에 김치를 섞어 만든 음식

## 사진첩

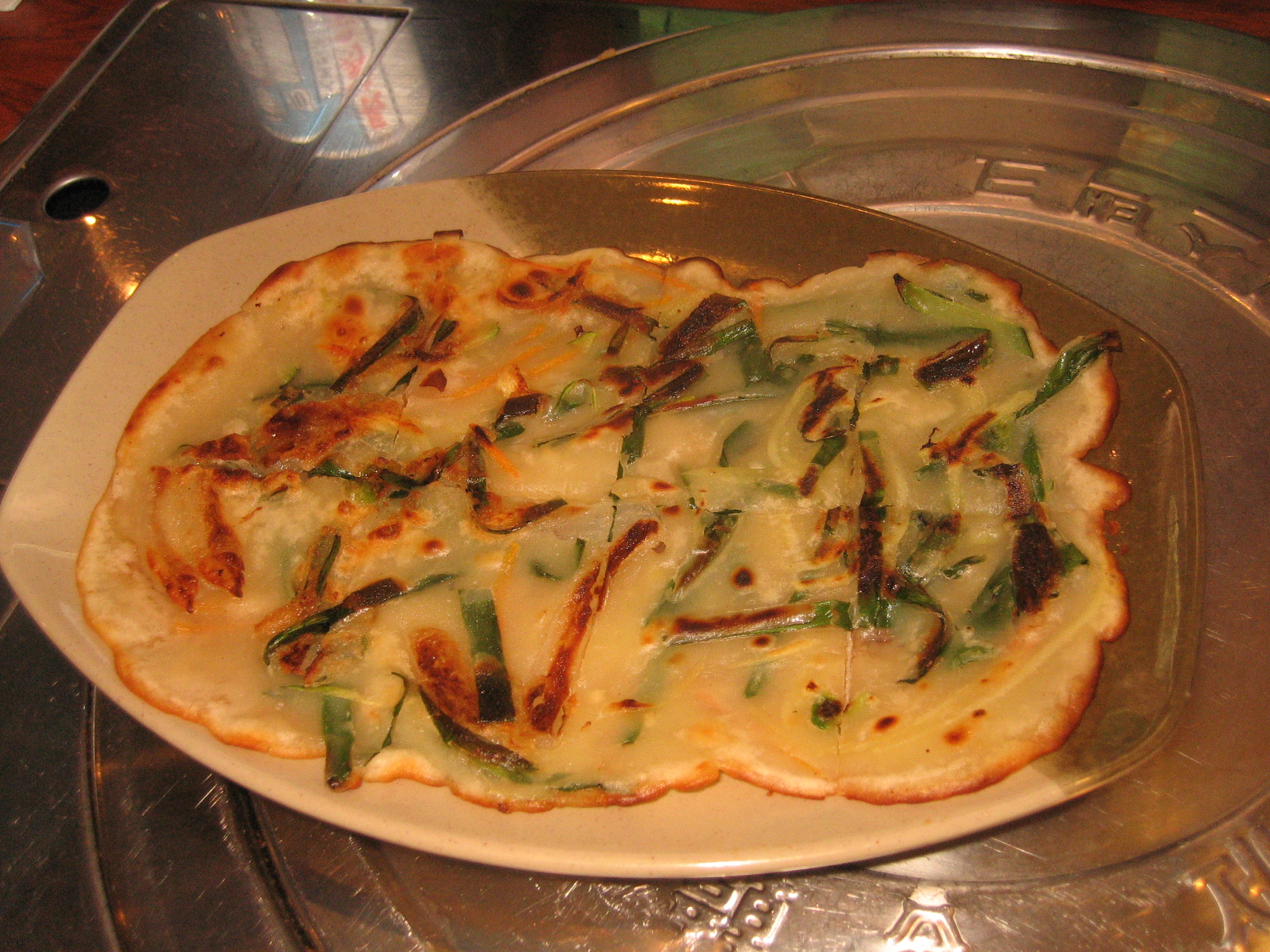
파전
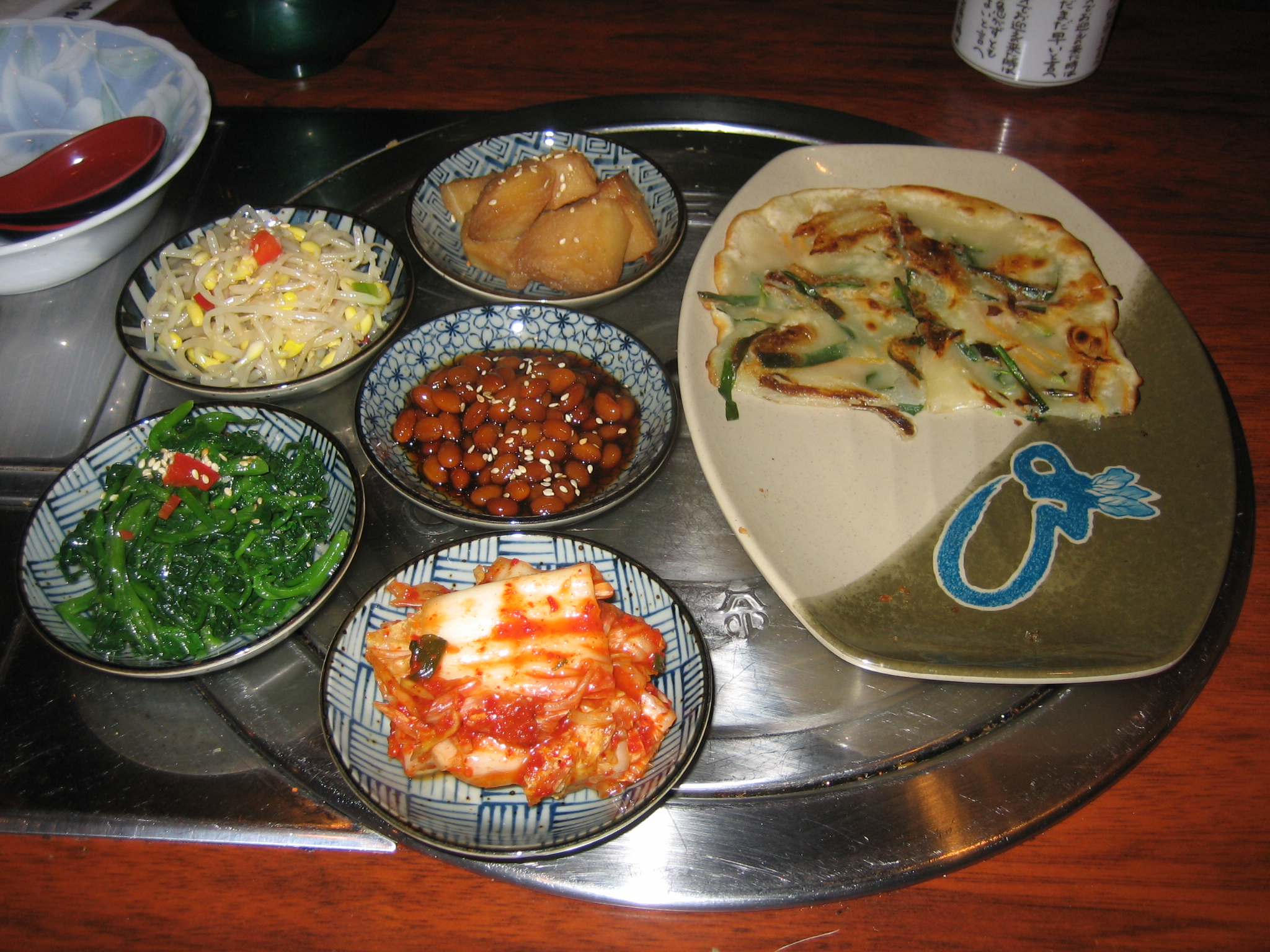
파전
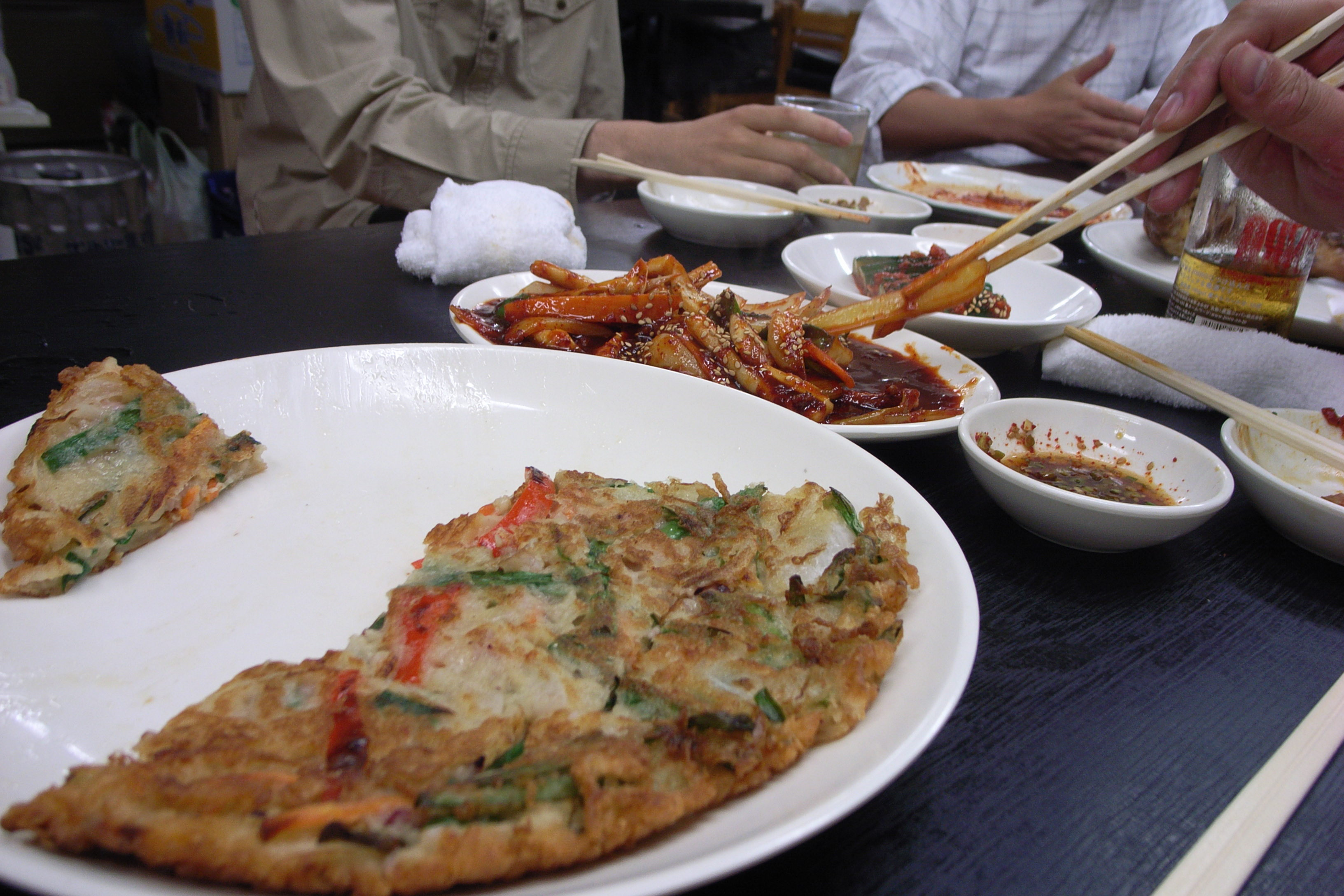
파전
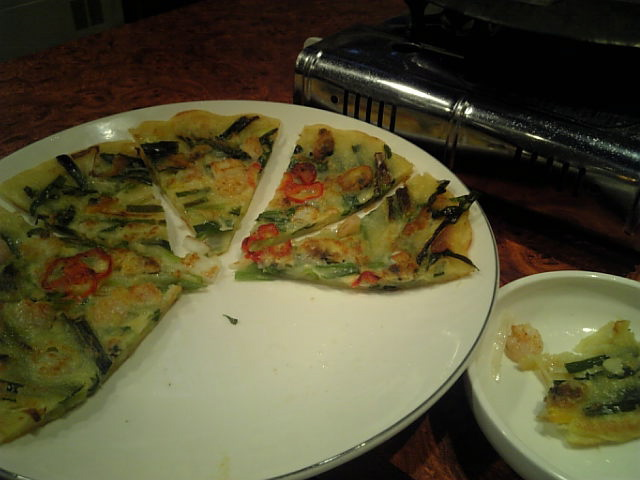
파전
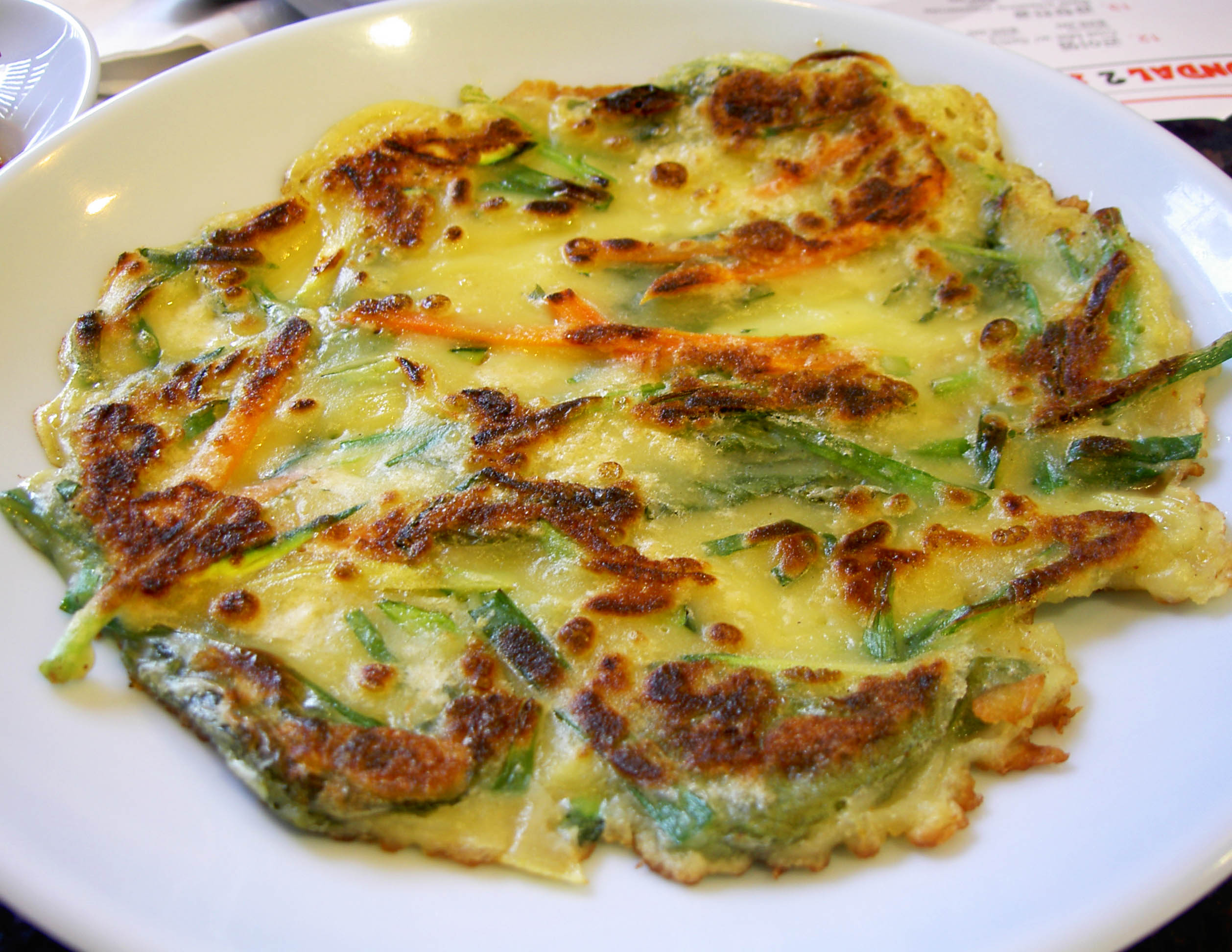
파전
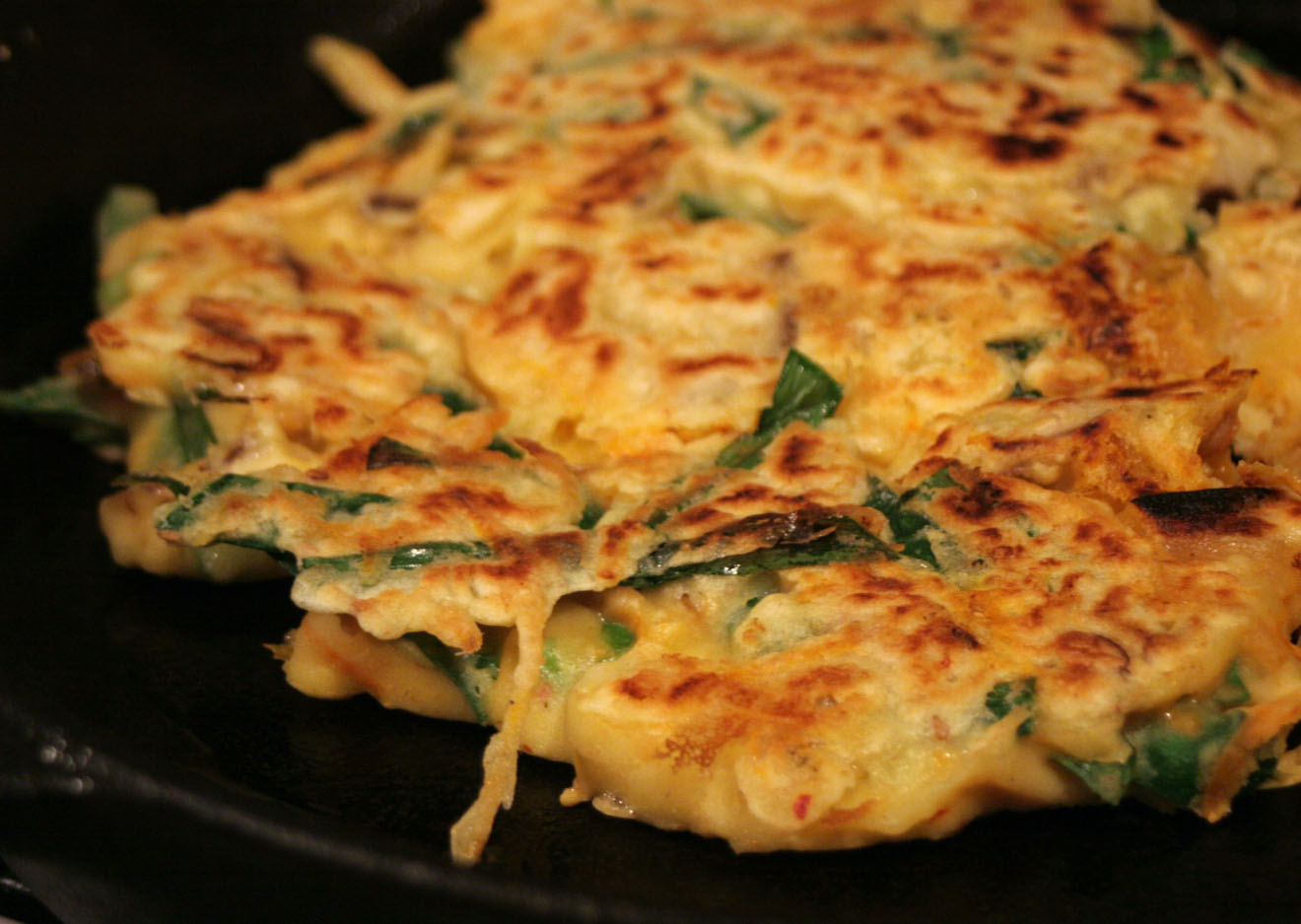
파전
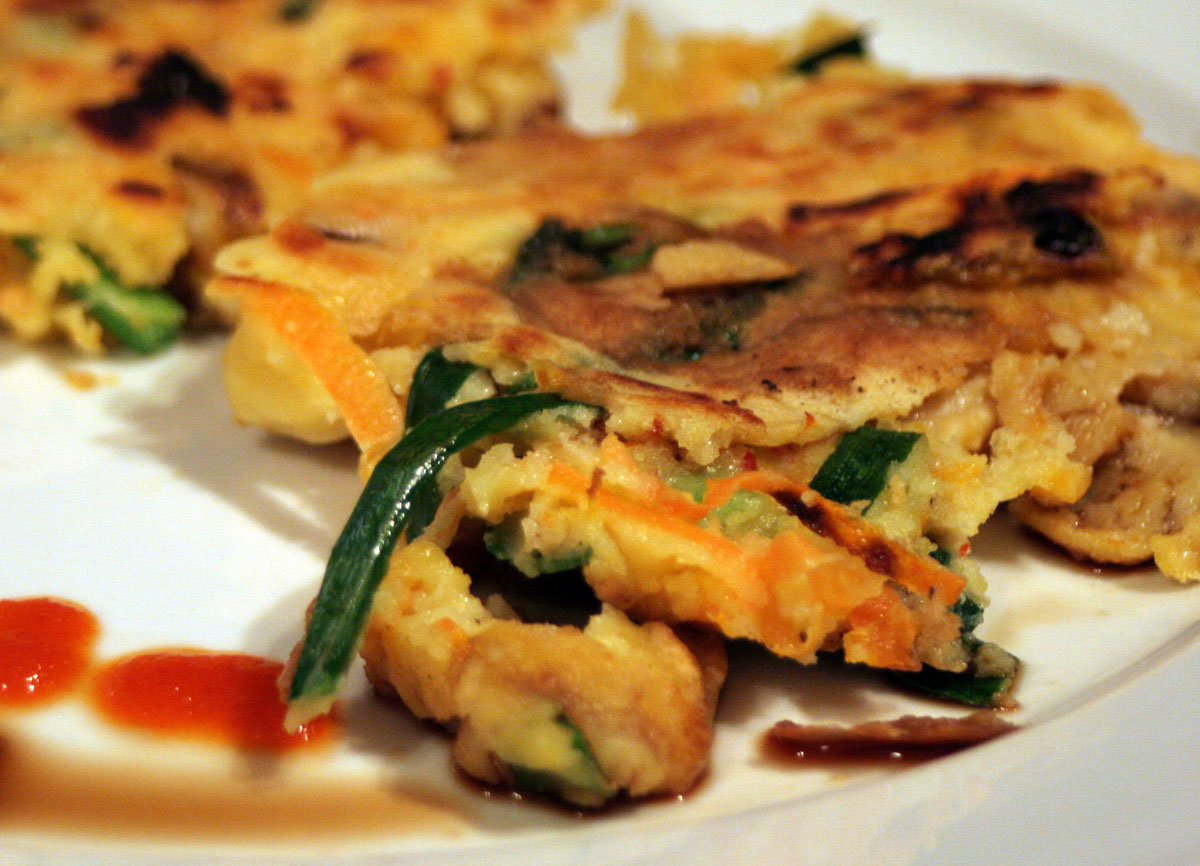
파전
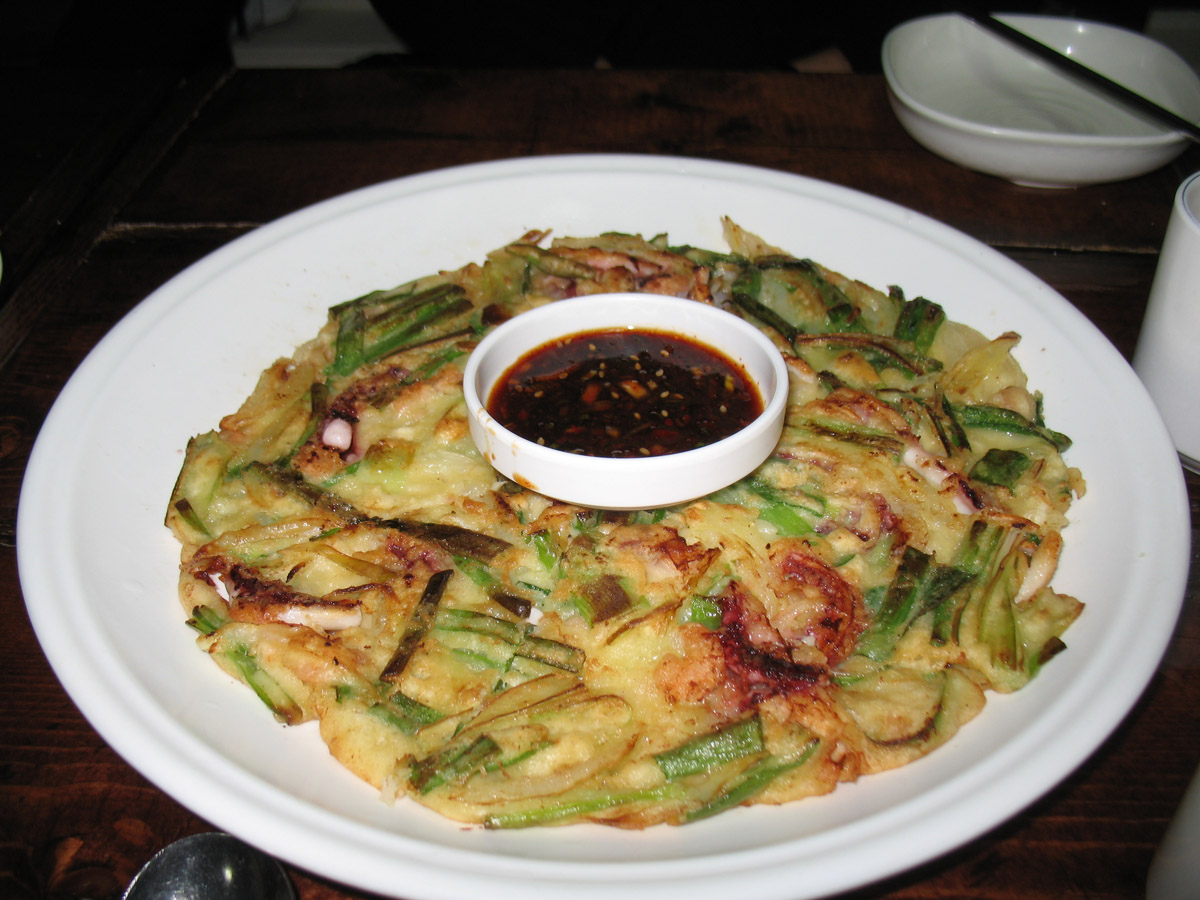
파전
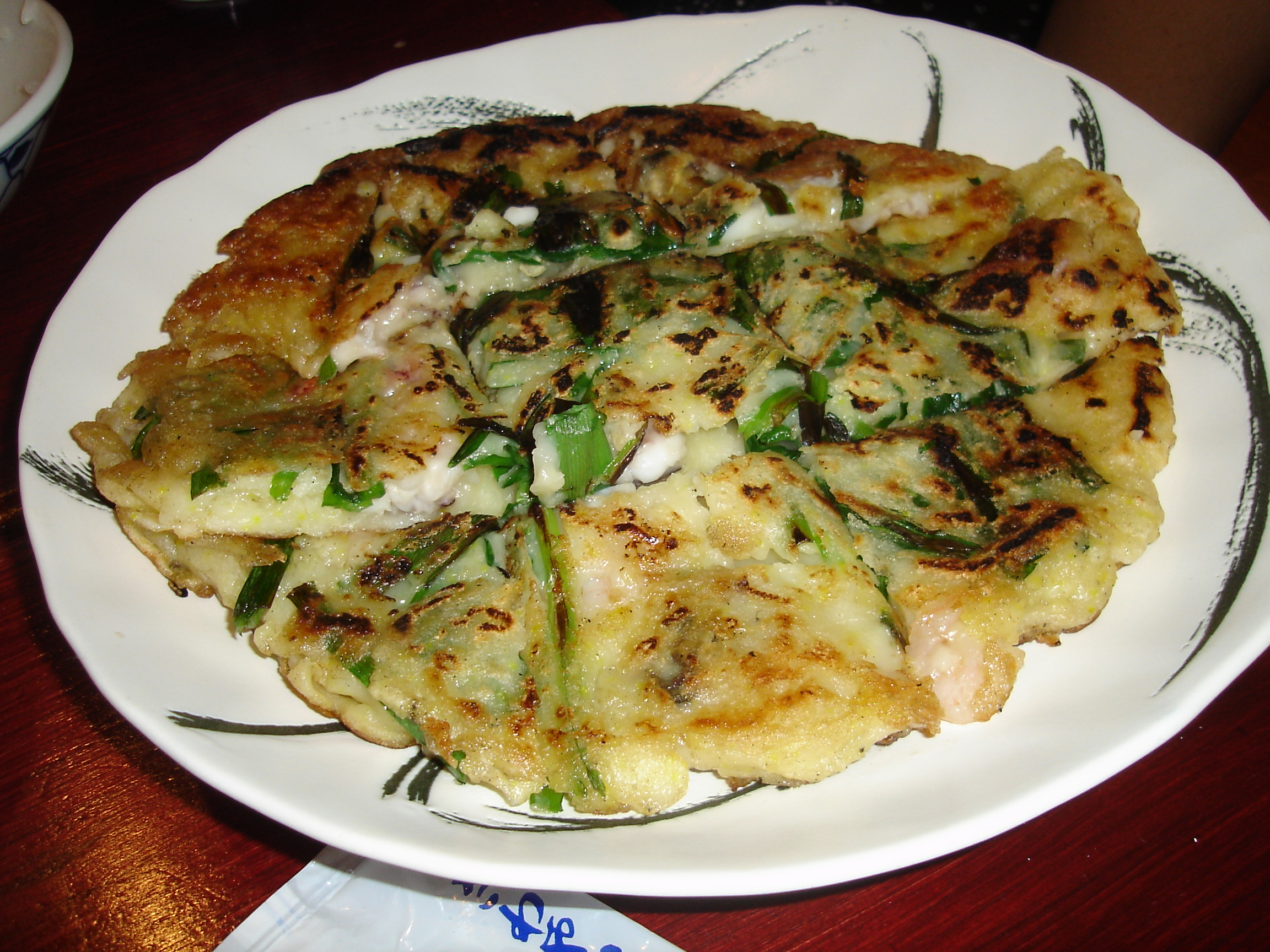
파전
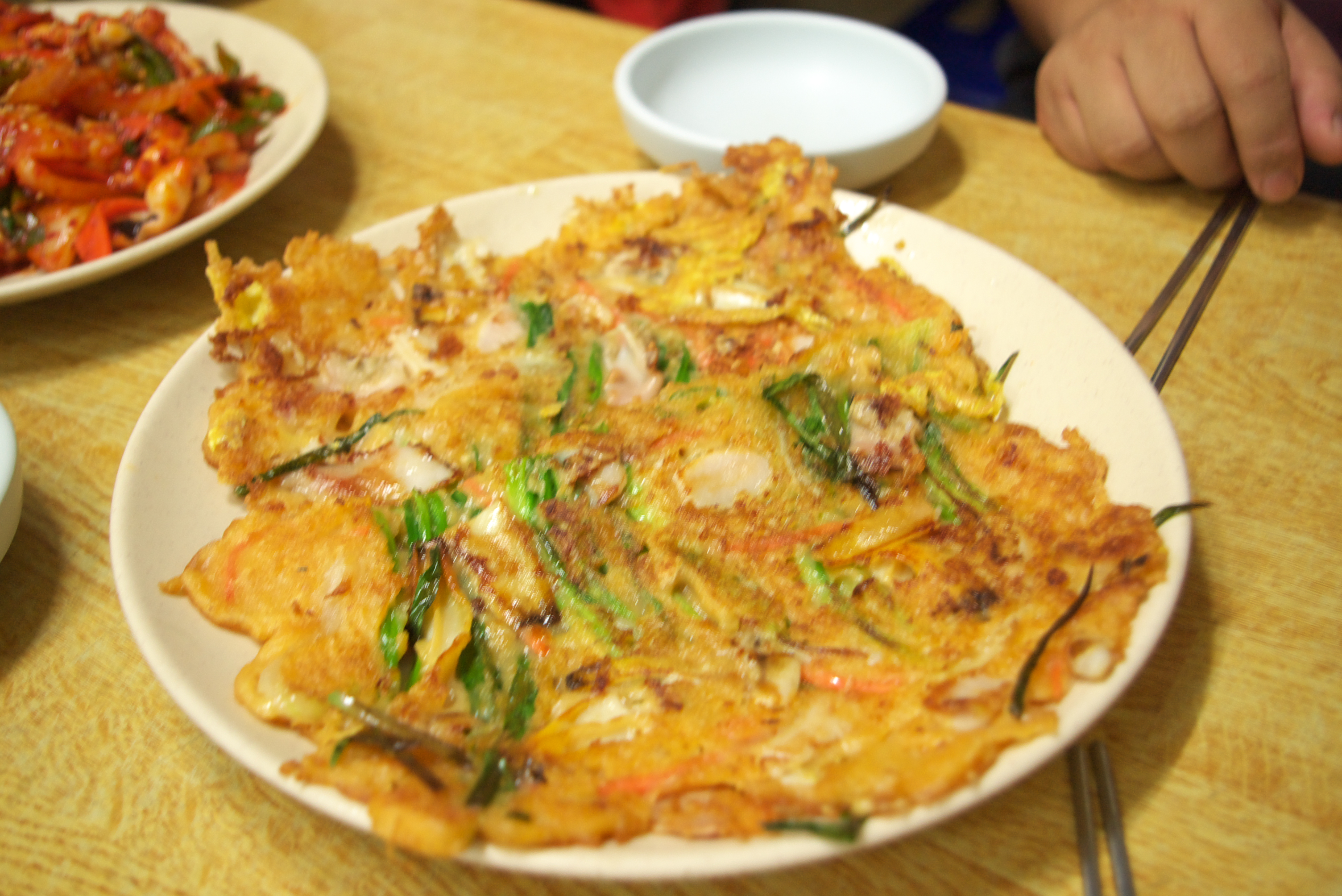
파전
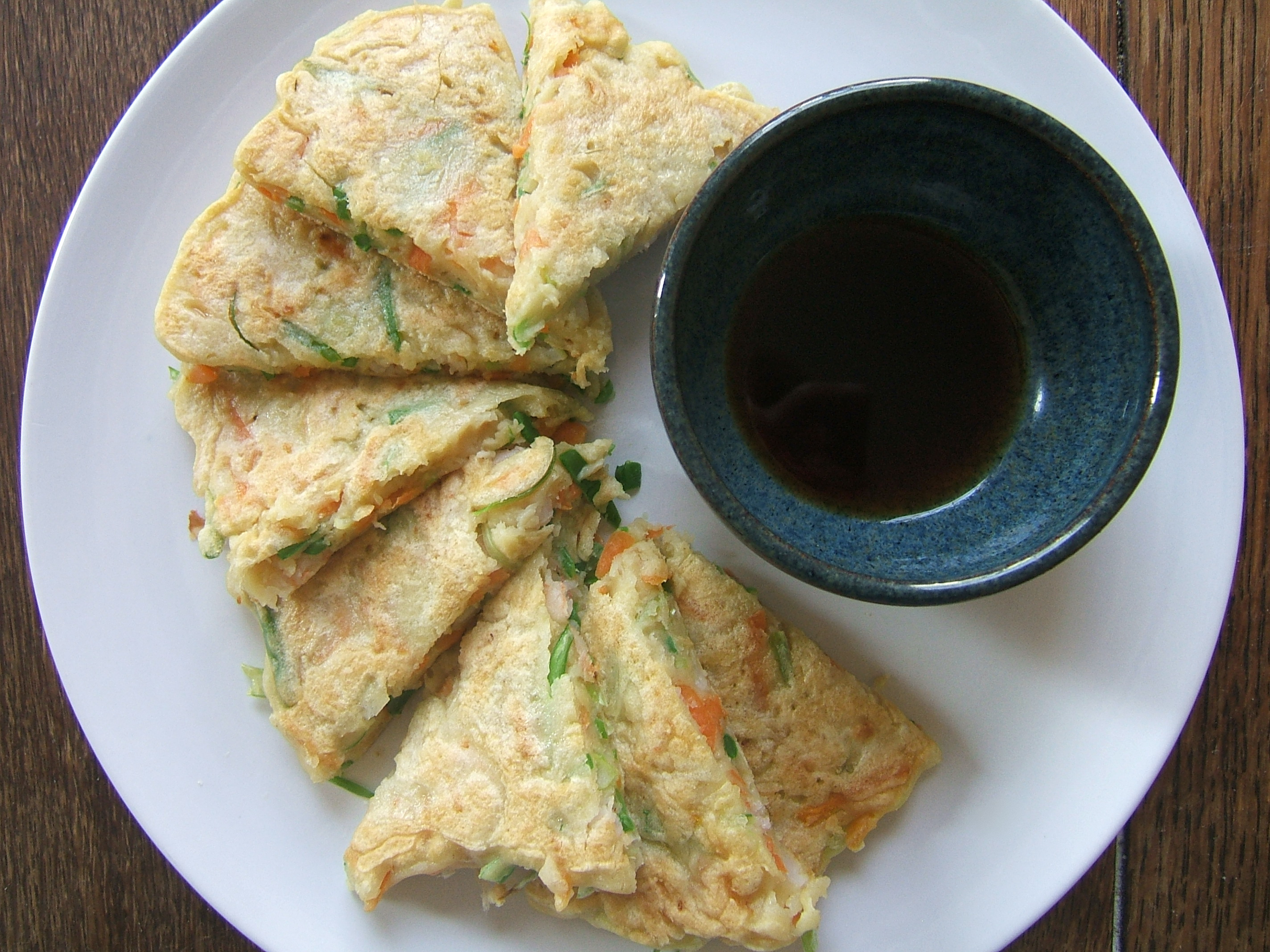
파전
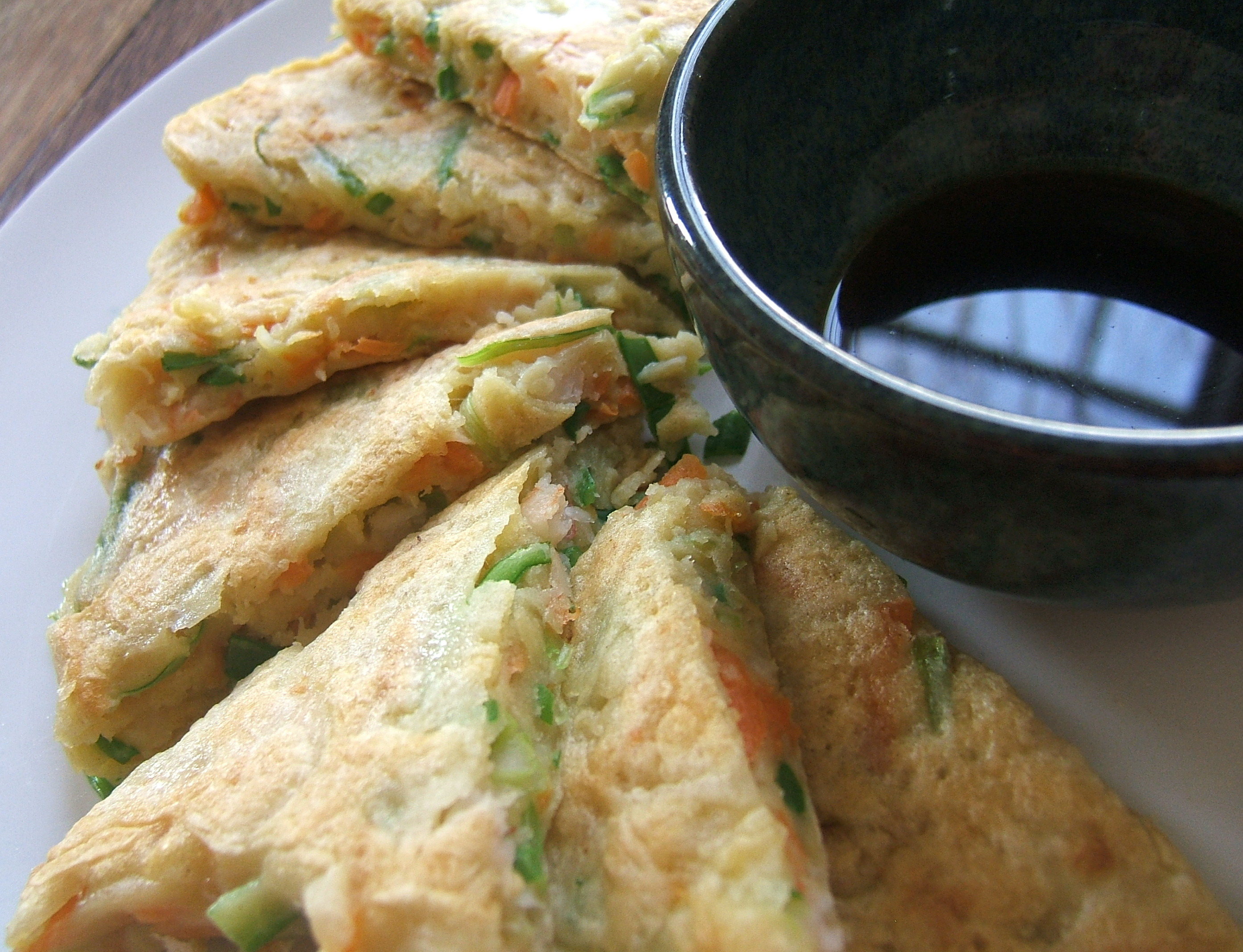
파전
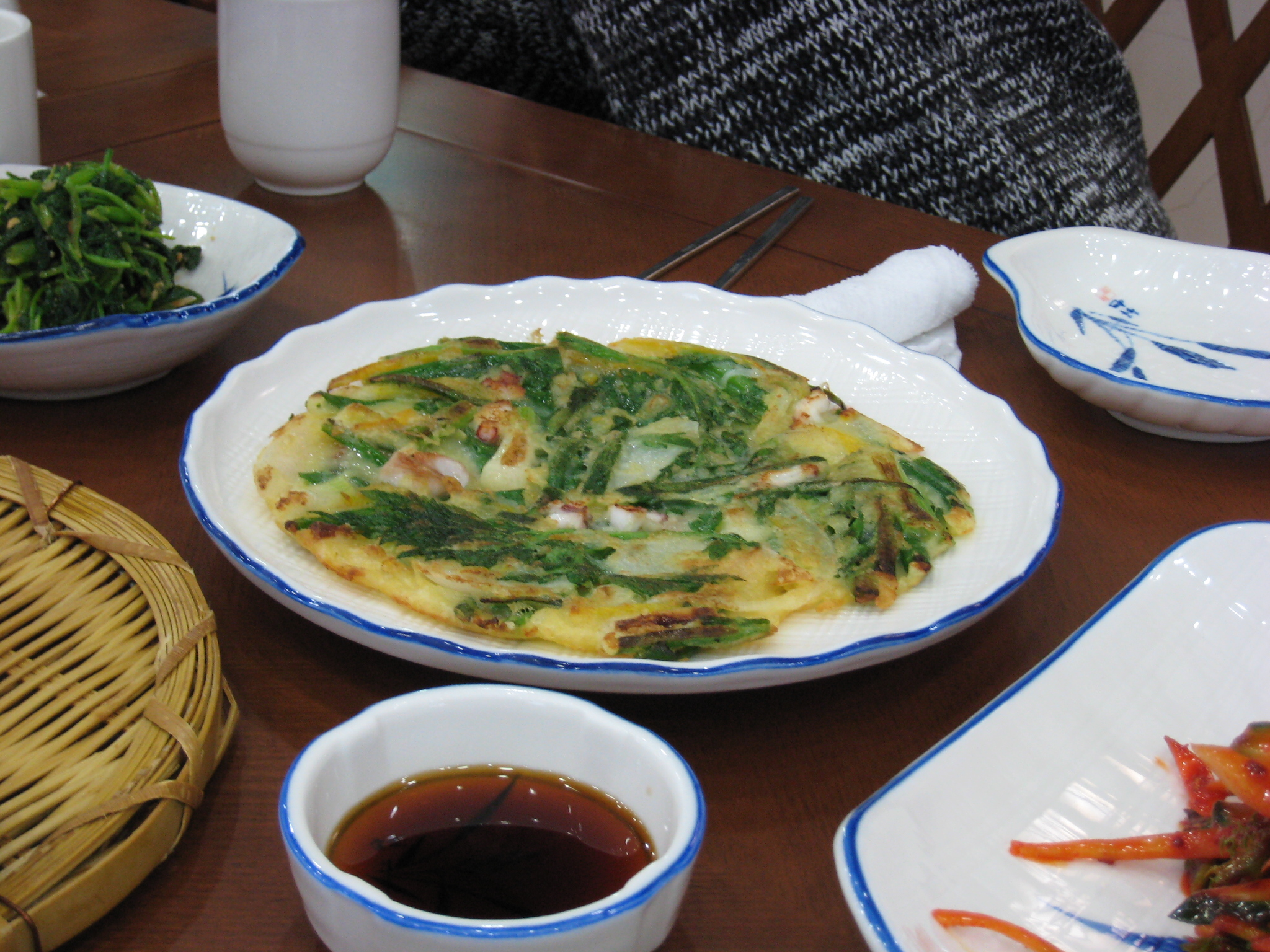
파전
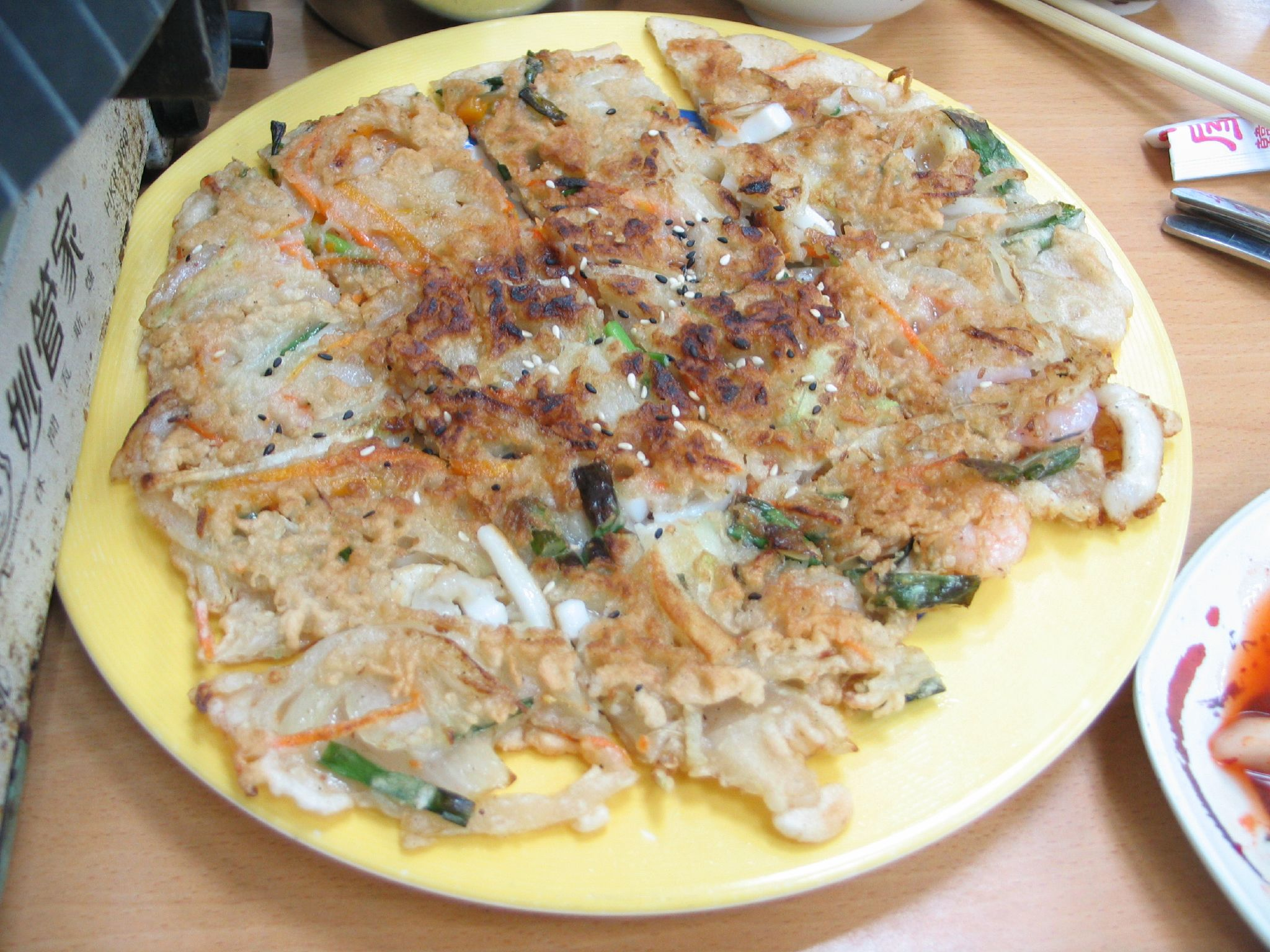
파전
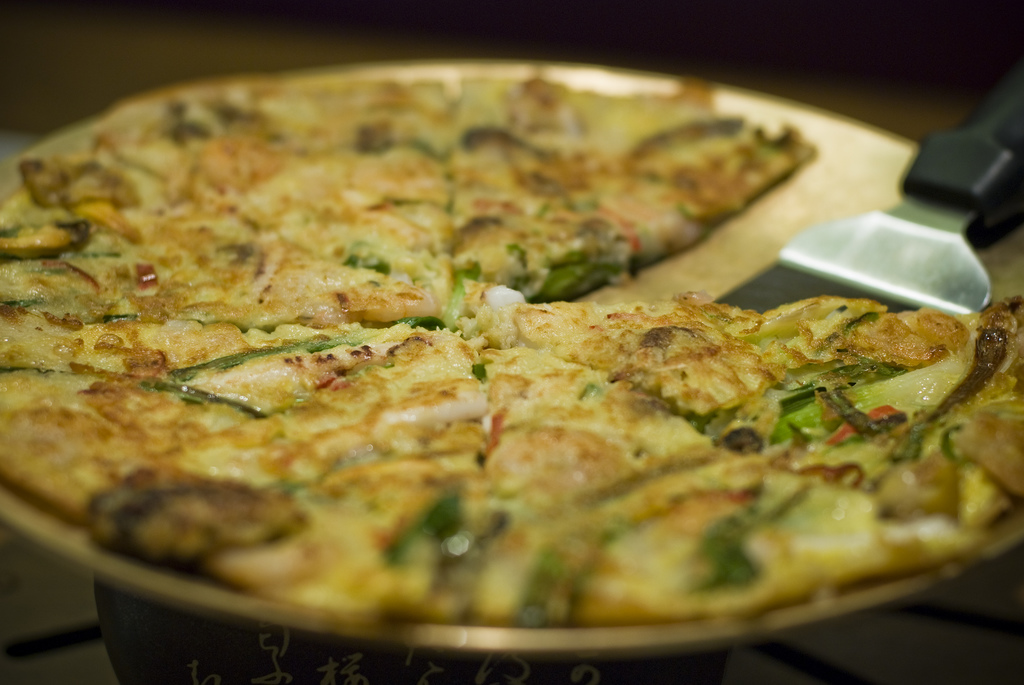
파전
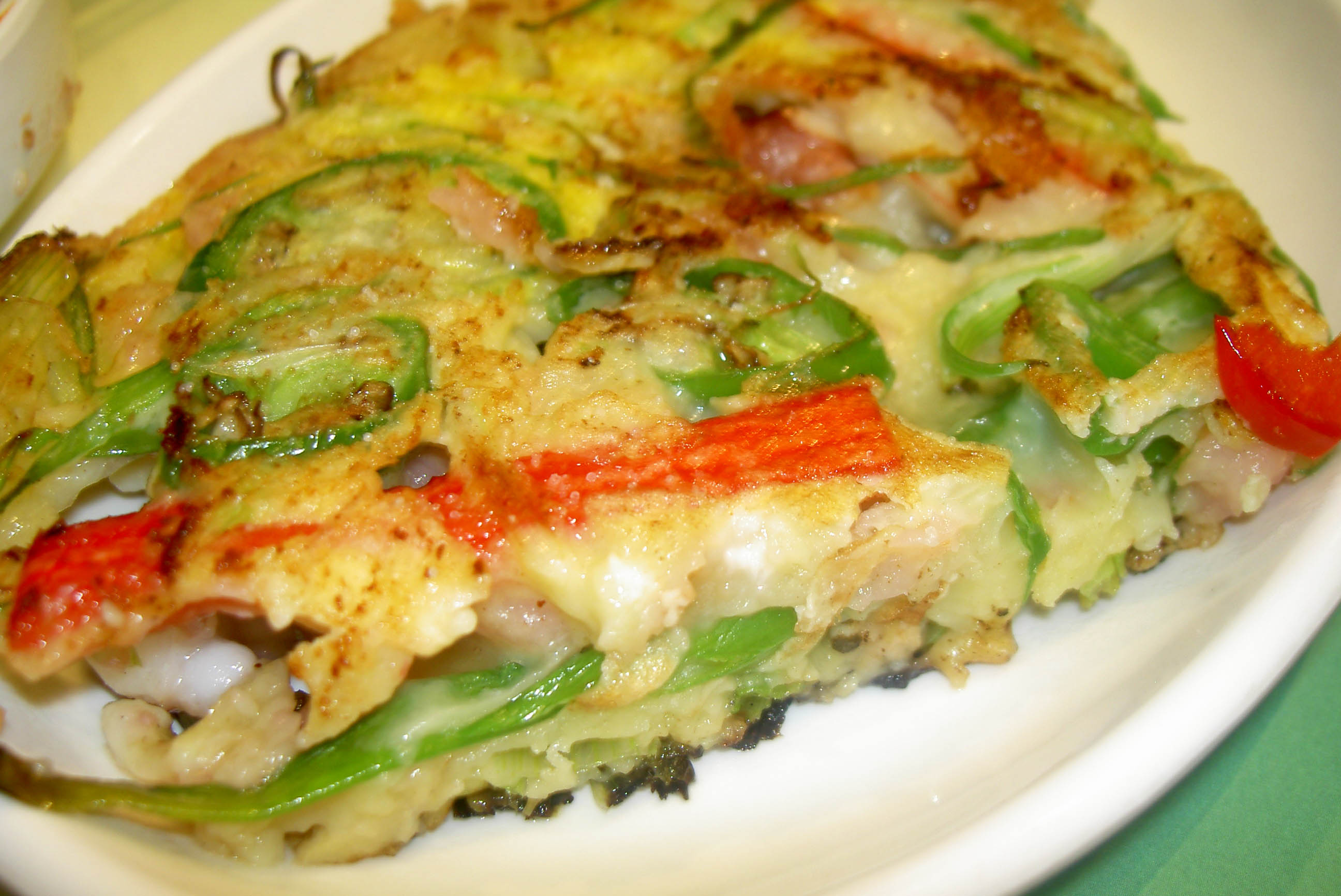
파전
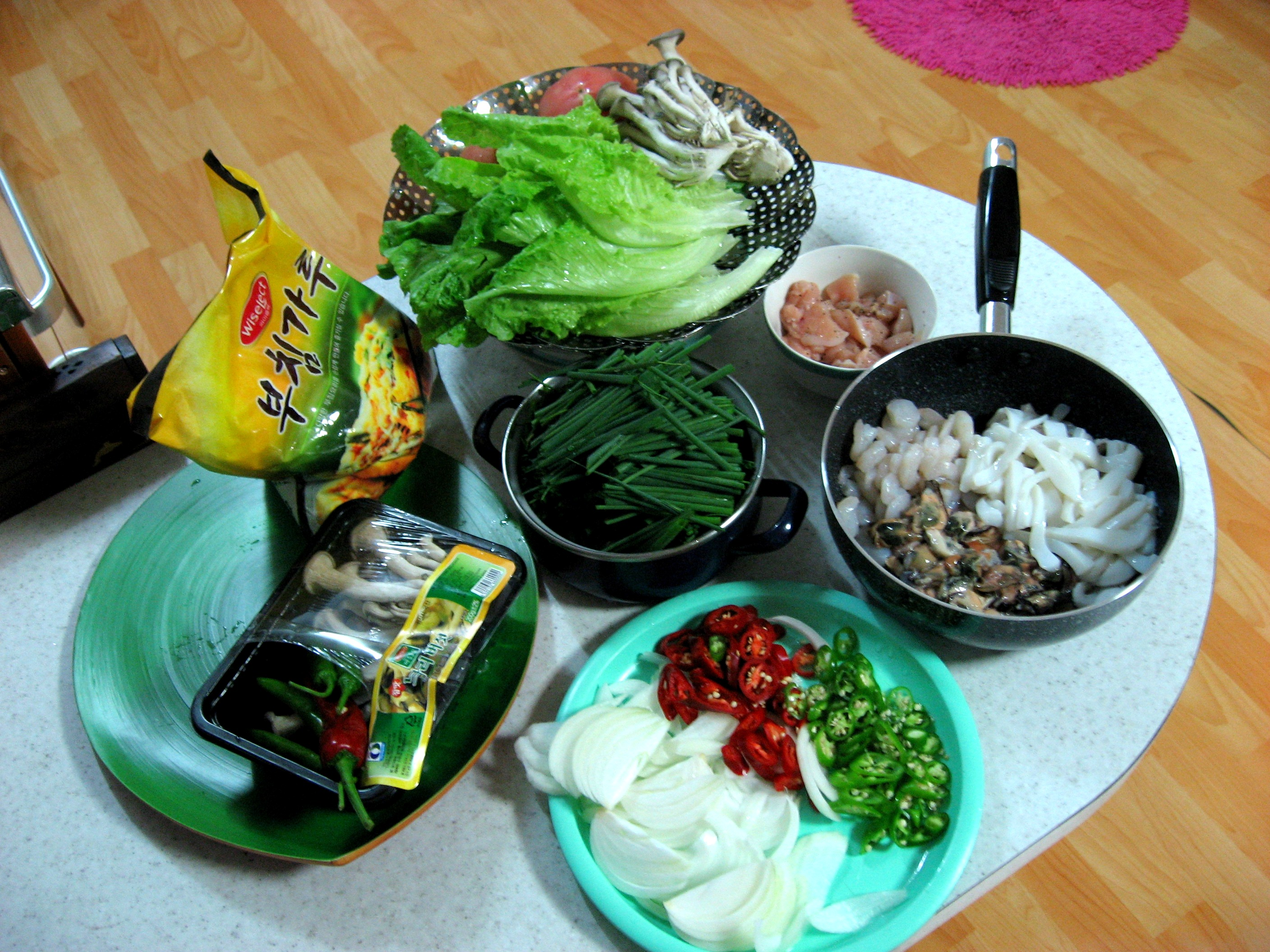
해물파전의 재료
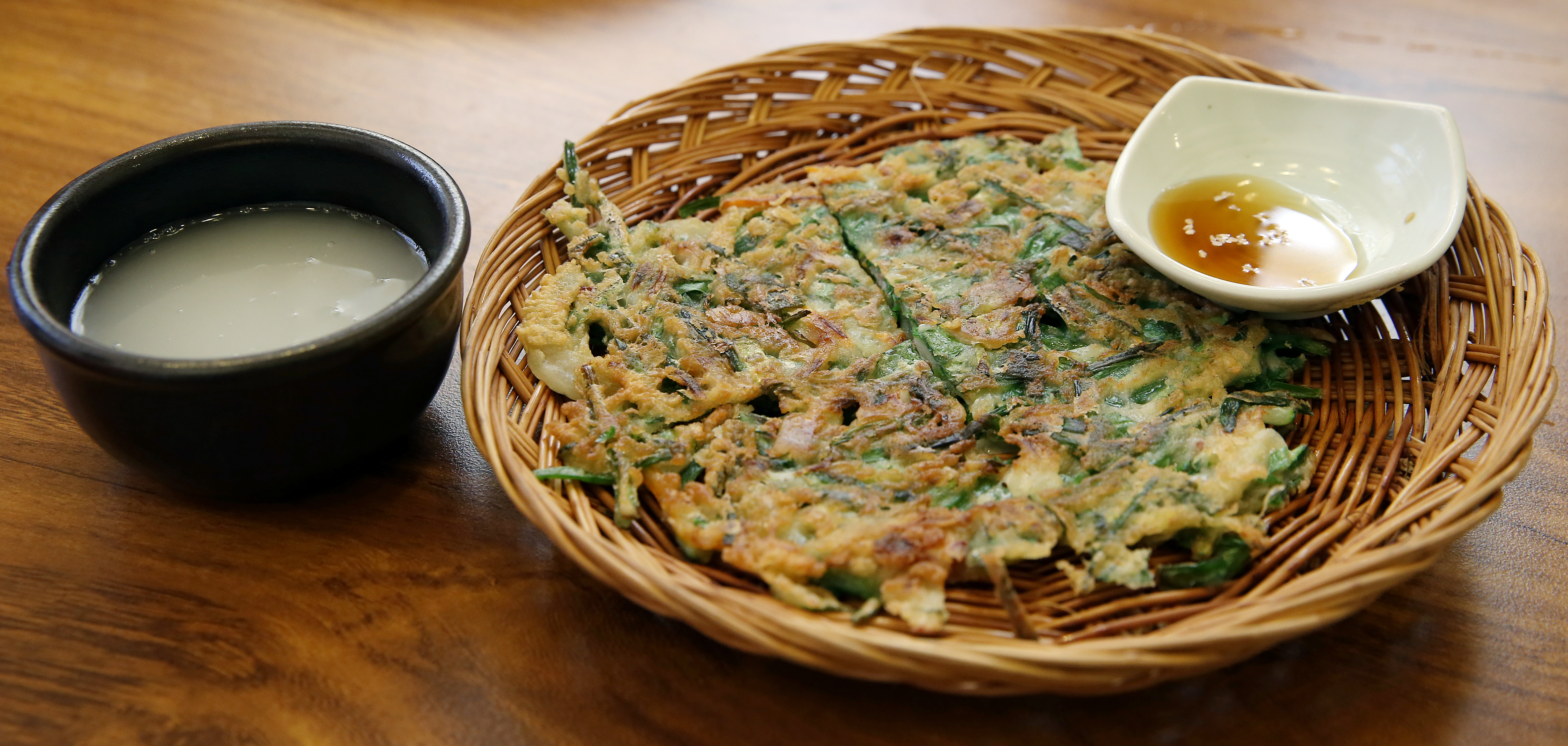
막걸리를 곁들인 파전.

## 같이 보기
- 부침개
- 전
- 빈대떡
- 김치전
- 감자전
- 녹두전
- 동그랑땡
- 부추전